# Iban von Rothenstein
Iban von Rothenstein (* 14. Jahrhundert; † 19. Mai 1439 im Kloster Marienberg) entstammte dem schwäbischen Adelsgeschlecht derer von Rothenstein. Er ist der jüngere Bruder von Gerwig von Rothenstein und entstammte der Linie Friedrich von Rothensteins, die im Jahre 1562 erlosch.

## Leben
Iban von Rothenstein war ab 1410 Abt im Kloster Füssen. Im Jahre 1426 erreichte er von König Sigismund eine Bestätigung aller Freiheiten und Güter des Klosters in Füssen. Aus unbekannten Gründen trat er bereits 1426 als Abt zurück und verließ das Kloster. In der Zeit als Abt in Füssen nahm Iban sowohl 1417 am Konzil von Konstanz, sowie am Benediktinerprovinzialkapitel in Petershausen teil. 1427 zog er in das Kloster Marienberg im Vintschgau in Tirol und wurde dort, nach dem Tod des Abtes Heinrich Forster, ebenfalls Abt. Dies war nur aufgrund von Bestechung und Kauf des Amtes des Bischofs von Chur und des Herzogs Friedrich von Österreich möglich. Bereits 1429 jedoch verließ er auch dieses Kloster und ging zurück nach Füssen, von wo er zu einer Pilgerfahrt nach Rom und Jerusalem aufbrach. Nach seiner Rückkehr 1432 wurde er abermals Abt, diesmal im Kloster Wessobrunn in Bayern. In dieser Funktion erfolgte die erste urkundliche Erwähnung Ibans am 4. Juli 1432. Nach unterschiedlichen Quellen dankte er am 11. März 1438 entweder freiwillig ab oder wurde auf Betreiben des Herzogs Ernst von Bayern durch Bischof Peter von Schaumberg von Augsburg abgesetzt. Hintergrund für die Abdankung war entweder, dass er einen durch seine Diener verübten Mord nicht ahnden wollte oder sogar selbst darin verwickelt war. Daraufhin ging er zusammen mit einem Diener zurück nach Marienberg. Iban von Rothenstein verstarb am 19. Mai 1439 im Kloster Marienberg. Im Nekrolog des Klosters Wessobrunn ist er am 25. April 1439 als Ybanus abbas huius loci genannt. Ein weiterer Eintrag von ihm findet sich im Nekrolog des Klosters Füssen vom 20. April 1439.